# إدوارد جاكسون (مدير فني)
إدوارد جاكسون (بالإنجليزية: Edward Jackson)‏ هو مدير فني أمريكي، (ولد في سبرينغفيلد في الولايات المتحدة 1907  م).